# Amantis (насекомые)
Amantis (лат.) — род богомолов из подсемейства Iridopteryginae семейства Gonypetidae, родиной которых являются азиатские страны и острова Тихого океана.

## Описание
У самцов лобный щит почти квадратный, верхний край его немного выпуклый. Переднеспинка короткая с отчетливым расширением.

## Классификация
Род насчитывает 23 вида:
- Amantis aeta Hebard, 1920
- Amantis aliena Beier, 1930
- Amantis basilana Hebard, 1920
- Amantis biroi Giglio-Tos, 1915
- Amantis bolivari Giglio-Tos, 1915
- Amantis fuliginosa Werner, 1931
- Amantis fumosana Giglio-Tos, 1915
- Amantis gestri Giglio-Tos, 1915
- Amantis hainanensis Tinkham, 1937
- Amantis indica Giglio-Tos, 1915
- Amantis irina Saussure, 1870
- Amantis lofaoshanensis Tinkham, 1937
- Amantis longipennis Beier, 1930
- Amantis malayana Westwood, 1889
- Amantis nawai Shiraki, 1908
- Amantis philippina Giglio-Tos, 1915
- Amantis reticulata Haan, 1842
- Amantis saussurei Bolivar, 1897
- Amantis subirina Giglio-Tos, 1915
- Amantis testacea Werner, 1931
- Amantis tristis Werner, 1933
- Amantis vitalisi Werner, 1927